# Olga Lengyel
Olga Lengyel, född 19 oktober 1908 i Kolozsvár, Österrike-Ungern, död 15 april 2001 i New York, var en ungersk fånge av judisk börd i koncentrationslägret Auschwitz-Birkenau, som senare skrev om sina erfarenheter i sin bok Five Chimneys. Hon var den enda medlemmen i sin familj som överlevde fångenskapen.

## Biografi
Lengyel var utbildad som kirurgisk assistent i Kolozsvár i Ungern (numera Cluj-Napoca, Rumänien) och arbetade på sjukhuset där hennes make, Miklos Lengyel, var chef. År 1944 deporterades hon tillsammans med sin man, sina föräldrar och två barn till koncentrationslägret i Auschwitz-Birkenau, där hon blev den enda överlevande i sin familj. Hon skrev om sina erfarenheter i sina memoarer, Five Chimneys: The Story of Auschwitz, som först publicerades i Frankrike 1946 som Souvenirs de l'au-delà. (En senare amerikansk pocketutgåva hade titeln I Survived Hitler's Ovens, senare upplagor har använt titeln Five Chimneys: A Woman Survivor's True Story of Auschwitz.)
Hennes barn dog i gaskammaren. "Jag kan inte frigöra mig från den skuld som jag delvis känner för mina egna föräldrars och mina två unga söners död. Världen förstår att jag inte kunde veta, men i mitt hjärta kvarstår den fruktansvärda känslan av att jag kanske kunde ha räddat dem." 
Lengyel kom efter kriget via Odessa till Paris, där hennes far hade deponerat familjens konstsamling före andra världskriget.  År 1947 emigrerade hon till USA där hon grundade Memorial Library med stöd av University of the State of New York. "Biblioteket, med huvudkontor i hennes elegant bostad är hennes arv, som för vidare hennes uppdrag att aktivt utbilda framtida generationer om Förintelsen, andra folkmord, och vikten av mänskliga rättigheter."

## Eftermäle
År 2006 startade Memorial Library projektet Holocaust Educator Network, ett nationellt program för lärare som åtagit sig undervisning om förintelsen, särskilt i skolor på landsbygden och mindre städer, i samarbete med National Writing Projects Rural Sites Network. 